# كارلوس فرانز
كارلوس فرانز (بالإسبانية: Carlos Franz)‏ هو كاتب تشيلي، ولد في 3 مارس 1959 في جنيف في سويسرا.

## وصلات خارجية
- كارلوس فرانز على موقع ميوزك برينز (الإنجليزية)